# حمیده رضوی
حمیده رضوی فیلم‌ساز، تهیه‌کننده و مدیر پروژه‌های هنری و از نزدیک‌ترین دوستان عباس کیارستمی بود. او فیلم سازی را از کارگاه های کیارستمی آغاز کرد و پس از آن به عنوان یکی از دستیاران کیارستمی، ضمن همراهی با او در پروژه های هنری اش، به ساخت فیلم کوتاه پرداخت.  فیلم های «شهرزاد»، «حراج ۵۰ درصد»، «تنهایی» و «اول شخص مفرد» و دو فیلم درباره پشت صحنه فیلم های «کپی برابر اصل» و «شیرین» از آثار عباس کیارستمی و چندین فیلم کوتاه از جمله آثار این فیلمساز است. این فیلم‌ساز که دهه‌ی سوم زندگی‌اش را پشت سر می‌گذاشت، ۱۲ آذر ماه ۱۳۹۴ بر اثر سانحه خودرو در کویر درگذشت.

.